# Football Club Internazionale Milano 1970-1971
Questa voce raccoglie le informazioni riguardanti il Football Club Internazionale Milano nelle competizioni ufficiali della stagione 1970-1971.

## Stagione

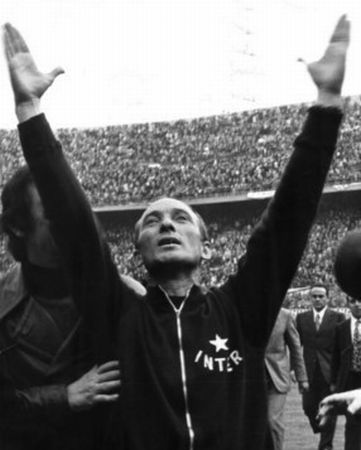
Il tecnico Invernizzi: approdato sulla panchina della prima squadra nel novembre 1970, rivitalizzò lo spogliatoio interista traghettandolo alla vittoria dell'11º scudetto.

L'avvio della seconda stagione di Heriberto Herrera inasprì il rapporto del tecnico con la tifoseria, a cominciare dalle cessioni di Guarneri e Suárez in cui luogo furono acquistati Giubertoni e Frustalupi: HH2 escluse peraltro Bedin e Jair dai titolari, preferendo loro i nuovi arrivati Fabbian e Pellizzaro. In campionato la squadra racimolò 4 punti in 5 giornate, perdendo a domicilio contro il Cagliari e crollando successivamente nel derby meneghino. Nel mese di novembre, dopo la disfatta coi rossoneri, il presidente Fraizzoli sollevò dall'incarico il paraguaiano assegnando la conduzione tecnica a Giovanni Invernizzi: il nuovo allenatore, già responsabile del settore giovanile debuttò vincendo col Torino per poi cadere contro la capolista Napoli.
Relegato all'ottava posizione dopo il settimo turno, con 6 lunghezze di ritardo dai concittadini e 7 dagli stessi partenopei, di ritorno dalla trasferta campana Invernizzi programmò assieme ai calciatori una tabella-scudetto con l'ideale percorso da compiere per aggiudicarsi il titolo. Il tecnico — soprannominato Robiolina — procedette a un rimpasto della formazione-base: reintegrati Bedin in mediana e Jair sulla fascia destra, a centrocampo Bertini sostituì Frustalupi. Tra i pali era schierato Vieri, con Bellugi e Facchetti laterali difensivi: il pacchetto arretrato si completava con Giubertoni al centro e Burgnich libero, ruolo in cui la «Roccia» si calò alla perfezione dopo una carriera svolta da terzino. In avanti Mazzola sulla trequarti e Corso lungo l'esterno sinistro appoggiavano la punta Boninsegna, i cui gol ebbero un peso determinante ai fini della risalita. Da segnalare inoltre l'esordio in prima squadra delle future bandiere Bordon e Oriali, portiere di riserva il primo e terzino-mediano il secondo.
Terminato il girone d'andata con 3 punti dal Milan, la Beneamata proseguì la rincorsa nella fase di ritorno imponendosi tra l'altro nella stracittadina del 7 marzo 1971: l'aggancio si concretizzò alle porte della primavera, con la vittoria casalinga sul Napoli — sia pur tra le polemiche per la conduzione di gara dell'arbitro Gonella — e il contestuale pareggio del Diavolo a Vicenza. La domenica successiva, approfittando dello stop subìto dai concittadini col Varese a San Siro, i nerazzurri trionfarono a Catania assumendo il primato solitario. Alla Beneamata fu quindi sufficiente amministrare il vantaggio nelle gare seguenti, laureandosi campione d'Italia alla terzultima giornata: il 2 maggio 1971, in coincidenza del 55º compleanno di Fraizzoli, l'Inter surclassò per 5-0 il Foggia incamerando il titolo grazie anche alla sconfitta rimediata dagli uomini di Rocco sul campo del Bologna. A inaugurare la goleada contro i pugliesi fu una celebre rete in acrobazia di Boninsegna, poi risultato capocannoniere del torneo con 24 marcature: l'undicesimo Scudetto, vinto con un margine di 4 punti sui rivali (46 a 42), rappresentò il primo trofeo dell'èra-Fraizzoli. Invernizzi è l'ultimo allenatore nella storia della Serie A ad avere vinto un campionato da subentrante a stagione in corso.

## Divise

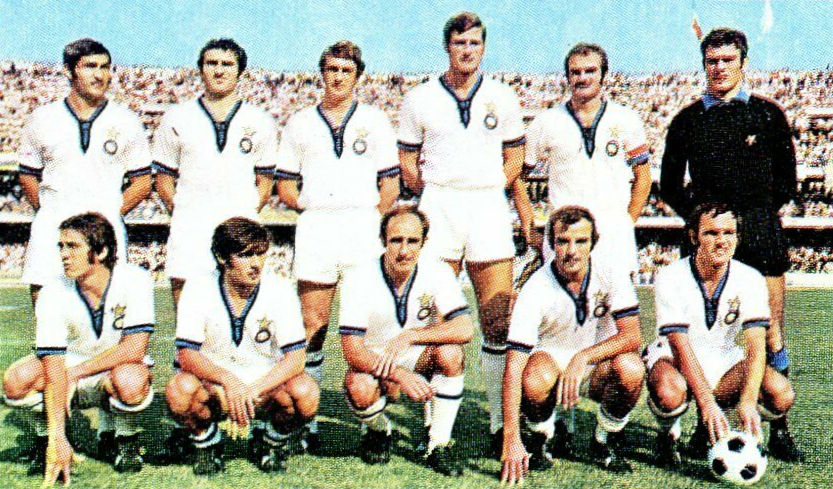
L'Inter al debutto in campionato a Verona, con indosso la divisa di cortesia bianca ispirata a quella coeva del Cagliari scudettato.

In questa stagione l'Inter confermò la sua classica maglia casalinga a strisce nerazzurre, mentre più vivace fu la situazione per quanto concerne le trasferte: per la fase estiva di Coppa Italia si attinse ancora alla divisa fasciata stabilmente utilizzata nel precedente quinquennio; all'esordio in campionato, sul campo del Verona, debuttò poi una casacca bianca con ampio scollo nerazzurro che, curiosamente, riprendeva in toto il template di quella contemporanea e scudettata del Cagliari; solo nel corso dell'annata si imporrà definitivamente l'uniforme sbarrata già vista a San Siro tra gli anni 50 e 60 del Novecento.
| Casa | Trasferta |  |

## Organigramma societario
Area direttiva
- Presidente: Ivanoe Fraizzoli
- Vicepresidente: Giuseppe Prisco
- Consigliere: Angelo Corridori
- Segretario: Franco Manni

Area tecnica
- Allenatori: Heriberto Herrera, poi Giovanni Invernizzi[24]
- Allenatore in seconda: Enea Masiero
- Allenatore Primavera: Giovanni Invernizzi[25]

Area sanitaria:
- Medico sociale: Angelo Quarenghi[26][27]
- Massaggiatore: Giancarlo Della Casa

## Rosa
| N. |                   | Ruolo | Calciatore         |
| -- | ----------------- | ----- | ------------------ |
|    | Italia (bandiera) | P     | Ivano Bordon       |
|    | Italia (bandiera) | P     | Lido Vieri         |
|    | Italia (bandiera) | D     | Mauro Bellugi      |
|    | Italia (bandiera) | D     | Tarcisio Burgnich  |
|    | Italia (bandiera) | D     | Giancarlo Cella    |
|    | Italia (bandiera) | D     | Bernardino Fabbian |
|    | Italia (bandiera) | D     | Giacinto Facchetti |
|    | Italia (bandiera) | D     | Mario Giubertoni   |
|    | Italia (bandiera) | D     | Spartaco Landini   |
|    | Italia (bandiera) | D     | Oscar Righetti     |
|    | Italia (bandiera) | C     | Marco Achilli      |

| N. |                    | Ruolo | Calciatore                    |
| -- | ------------------ | ----- | ----------------------------- |
|    | Italia (bandiera)  | C     | Gianfranco Bedin              |
|    | Italia (bandiera)  | C     | Mario Bertini                 |
|    | Italia (bandiera)  | C     | Mario Corso                   |
|    | Italia (bandiera)  | C     | Mario Frustalupi              |
|    | Italia (bandiera)  | C     | Sandro Mazzola (I) (capitano) |
|    | Italia (bandiera)  | C     | Gabriele Oriali               |
|    | Italia (bandiera)  | A     | Roberto Boninsegna            |
|    | Brasile (bandiera) | A     | Jair da Costa                 |
|    | Italia (bandiera)  | A     | Sergio Pellizzaro             |
|    | Italia (bandiera)  | A     | Alberto Reif                  |

## Calciomercato

### Sessione estiva (dall'1/7/70 al 31/8/71)
| Acquisti | Acquisti           | Acquisti       | Acquisti      |
| R.       | Nome               | da             | Modalità      |
| -------- | ------------------ | -------------- | ------------- |
| P        | Massimo Cacciatori | Cagliari       | fine prestito |
| P        | Luigi Reali        | Voghera        | fine prestito |
| P        | Walter Zenga       | Macallesi 1927 | definitivo    |
| D        | Mario Giubertoni   | Palermo        | definitivo    |
| D        | Oscar Righetti     | SPAL           | definitivo    |
| C        | Marco Achilli      | Monza          | fine prestito |
| C        | Mario Frustalupi   | Sampdoria      | definitivo    |
| C        | Tiziano Manfrin    | U.S. Azzurra   | definitivo    |
| C        | Sergio Brunetta    | Brescia        | fine prestito |
| A        | Sergio Pellizzaro  | Palermo        | definitivo    |
| A        | Massimo Silva      | Monza          | fine prestito |

| Cessioni | Cessioni          | Cessioni     | Cessioni   |
| R.       | Nome              | a            | Modalità   |
| -------- | ----------------- | ------------ | ---------- |
| P        | Sergio Girardi    | Palermo      | definitivo |
| P        | Luigi Reali       | Savoia       | prestito   |
| D        | Aristide Guarneri | Cremonese    | definitivo |
| D        | Enzo Vecchiè      | SPAL         | definitivo |
| D        | Mario Nadin       | VJS Velletri | prestito   |
| C        | Luigi Plutino     | Anconitana   | prestito   |
| C        | Luis Suárez       | Sampdoria    | definitivo |
| C        | Sandro Vanello    | Palermo      | definitivo |
| C        | Sergio Brunetta   | Udinese      | definitivo |
| A        | Raffaele Pinton   | Potenza      | definitivo |
| A        | Massimo Silva     | Rovereto     | prestito   |

### Sessione autunnale
| Acquisti | Acquisti | Acquisti | Acquisti |
| R.       | Nome     | da       | Modalità |
| -------- | -------- | -------- | -------- |

| Cessioni | Cessioni           | Cessioni | Cessioni                 |
| R.       | Nome               | a        | Modalità                 |
| -------- | ------------------ | -------- | ------------------------ |
| D        | Spartaco Landini   | Palermo  | definitivo (a settembre) |
| C        | Dionisio Collavini | Padova   | ceduto (a novembre)      |
| A        | Sergio Pellizzaro  | Palermo  | prestito (a novembre)    |

## Risultati

### Serie A

#### Girone di andata
| Arbitro: | Lo Bello (Siracusa) |

|            |           |                     |
| Sirena 72’ | Marcatori | 52’, 73’ Boninsegna |

| Milano 4 ottobre 1970 2ª giornata | Inter          | 0 – 0 | Roma | Stadio San Siro\| Arbitro: \| Monti (Ancona) \| |
| Arbitro:                          | Monti (Ancona) |       |      |                                                 |

| Arbitro: | Gonella (Torino) |

|                  |           |                              |
| Savoldi 26’, 76’ | Marcatori | 49’ Facchetti 71’ Frustalupi |

| Arbitro: | Lo Bello (Siracusa) |

|             |           |                             |
| Mazzola 88’ | Marcatori | 7’, 21’ Riva 79’ Domenghini |

| Arbitro: | Gonella (Torino) |

|                                   |           |  |
| Biasiolo 51’ Villa 69’ Rivera 88’ | Marcatori |  |

| Arbitro: | Angonese (Venezia) |

|                            |           |  |
| Boninsegna 50’ (rig.), 67’ | Marcatori |  |

| Arbitro: | Monti (Ancona) |

|                       |           |          |
| Pogliana 70’ Ghio 75’ | Marcatori | 50’ Jair |

| Arbitro: | Trono (Torino) |

|                                |           |                            |
| Boninsegna 2’, 61’ Achilli 59’ | Marcatori | 31’ Bernardis 90’ Bonfanti |

| Arbitro: | Pieroni (Roma) |

|            |           |                         |
| Santin 72’ | Marcatori | 66’ Jair 73’ Boninsegna |

| Arbitro: | Barbaresco (Cormons) |

|                                  |           |                  |
| Boninsegna 9’, 63’ Facchetti 37’ | Marcatori | 76’, 90’ Carelli |

| Arbitro: | Toselli (Cormons) |

|                          |           |  |
| Corso 10’ Boninsegna 67’ | Marcatori |  |

| Arbitro: | Lattanzi (Roma) |

|  |           |                         |
|  | Marcatori | 86’ Mazzola 89’ Bertini |

| Arbitro: | Lo Bello (Siracusa) |

|           |           |                |
| Bigon 34’ | Marcatori | 23’ Boninsegna |

| Arbitro: | Sbardella (Roma) |

|                            |           |                     |
| Boninsegna 35’, 63’ (rig.) | Marcatori | 75’ (rig.) Chiarugi |

| Arbitro: | Angonese (Venezia) |

|  |           |                |
|  | Marcatori | 43’ Boninsegna |

#### Girone di ritorno
| Arbitro: | Barbaresco (Cormons) |

|               |           |  |
| Facchetti 48’ | Marcatori |  |

| Roma 7 febbraio 1971 17ª giornata | Roma                | 0 – 0 | Inter | Stadio Olimpico\| Arbitro: \| Lo Bello (Siracusa) \| |
| Arbitro:                          | Lo Bello (Siracusa) |       |       |                                                      |

| Arbitro: | Angonese (Venezia) |

|                |           |  |
| Boninsegna 60’ | Marcatori |  |

| Cagliari 28 febbraio 1971 19ª giornata | Cagliari         | 0 – 0 | Inter | Stadio Sant'Elia\| Arbitro: \| Sbardella (Roma) \| |
| Arbitro:                               | Sbardella (Roma) |       |       |                                                    |

| Arbitro: | Lo Bello (Siracusa) |

|                       |           |  |
| Corso 12’ Mazzola 32’ | Marcatori |  |

| Arbitro: | Francescon (Padova) |

|  |           |                              |
|  | Marcatori | 19’ Boninsegna 70’ Facchetti |

| Arbitro: | Gonella (Torino) |

|                            |           |              |
| Boninsegna 55’ (rig.), 58’ | Marcatori | 40’ Altafini |

| Arbitro: | Angonese (Venezia) |

|  |           |                      |
|  | Marcatori | 84’ (aut.) Bernardis |

| Arbitro: | Trono (Torino) |

|                                 |           |                     |
| Corso 46’ Boninsegna 67’ (rig.) | Marcatori | 71’ (rig.) Maraschi |

| Arbitro: | Toselli (Cormons) |

|          |           |                              |
| Nuti 49’ | Marcatori | 23’, 25’ Boninsegna 47’ Jair |

| Arbitro: | Lo Bello (Siracusa) |

|               |           |           |
| Marchetti 31’ | Marcatori | 79’ Bedin |

| Arbitro: | Barbaresco (Cormons) |

|                                               |           |                   |
| Mazzola 46’ Boninsegna 65’ (rig.), 80’ (rig.) | Marcatori | 85’ (rig.) Suárez |

| Arbitro: | Sbardella (Roma) |

|                                                       |           |  |
| Boninsegna 7’ Jair 54’, 90’ Facchetti 62’ Mazzola 69’ | Marcatori |  |

| Arbitro: | Angonese (Venezia) |

|                       |           |                      |
| Mariani 20’ Brizi 90’ | Marcatori | 74’ Jair 78’ Mazzola |

| Arbitro: | Trinchieri (Reggio Emilia) |

|             |           |           |
| Mazzola 89’ | Marcatori | 24’ Nanni |

### Coppa Italia

#### Primo turno
| Arbitro: | Trinchieri (Reggio Emilia) |

|  |           |                                                          |
|  | Marcatori | 10’ Pellizzaro 48’ Mazzola 61’ Boninsegna 76’ Frustalupi |

| Arbitro: | Panzino (Catanzaro) |

|             |           |                                  |
| Mazzola 49’ | Marcatori | 60’ Vallongo 66’ (rig.) Bosdaves |

| Arbitro: | Michelotti (Parma) |

|              |           |                |
| Bertogna 46’ | Marcatori | 19’ Boninsegna |

### Coppa delle Fiere
| Arbitro: | Siebert |

|           |           |               |
| Cella 85’ | Marcatori | 43’ W. Davies |

| Arbitro: | Minnoy |

|                          |           |  |
| Moncur 28’ W. Davies 70’ | Marcatori |  |

### Trofeo Picchi

#### Girone all'italiana
| Arbitro: | Michelotti (Parma) |

|                                     |           |            |
| Bedin 44’ Mazzola 48’ Facchetti 85’ | Marcatori | 76’ Haller |

| Arbitro: | Gialluisi (Barletta) |

|         |           |                |
| Riva 9’ | Marcatori | 24’ Frustalupi |

| Arbitro: | Trono (Torino) |

|                     |           |               |
| Boninsegna 80’, 85’ | Marcatori | 86’ Santarini |

#### Finale
| Arbitro: | Angonese (Mestre) |

|               |           |  |
| Cappellini 7’ | Marcatori |  |

## Statistiche

### Statistiche di squadra
| Competizione                            | Punti | In casa | In casa | In casa | In casa | In casa | In casa | In trasferta | In trasferta | In trasferta | In trasferta | In trasferta | In trasferta | Totale | Totale | Totale | Totale | Totale | Totale | DR |
| Competizione                            | Punti | G       | V       | N       | P       | Gf      | Gs      | G            | V            | N            | P            | Gf           | Gs           | G      | V      | N      | P      | Gf     | Gs     | DR |
| --------------------------------------- | ----- | ------- | ------- | ------- | ------- | ------- | ------- | ------------ | ------------ | ------------ | ------------ | ------------ | ------------ | ------ | ------ | ------ | ------ | ------ | ------ | -- |
| Serie A                                 | 46    | 15      | 12      | 2       | 1       | 30      | 12      | 15           | 7            | 6            | 2            | 20           | 14           | 30     | 19     | 8      | 3      | 50     | 26     | 24 |
| Coppa Italia                            | -     | 1       | 0       | 0       | 1       | 1       | 2       | 2            | 1            | 1            | 0            | 5            | 1            | 3      | 1      | 1      | 1      | 6      | 3      | 3  |
| Coppa delle Fiere                       | -     | 1       | 0       | 1       | 0       | 1       | 1       | 1            | 0            | 0            | 1            | 0            | 2            | 2      | 0      | 1      | 1      | 1      | 3      | −2 |
| Trofeo Nazionale di Lega Armando Picchi | -     | 2       | 2       | 0       | 0       | 5       | 2       | 2            | 0            | 1            | 1            | 1            | 2            | 4      | 2      | 1      | 1      | 6      | 4      | +2 |
| Totale                                  | -     | 19      | 14      | 3       | 2       | 37      | 17      | 20           | 8            | 8            | 4            | 26           | 19           | 39     | 22     | 11     | 6      | 63     | 36     | 27 |

### Statistiche dei giocatori
Fonti:
| Giocatore      | Serie A  | Serie A | Coppa Italia | Coppa Italia | Coppa delle Fiere | Coppa delle Fiere | Trofeo Picchi | Trofeo Picchi | Totale   | Totale |
| Giocatore      | Presenze | Reti    | Presenze     | Reti         | Presenze          | Reti              | Presenze      | Reti          | Presenze | Reti   |
| -------------- | -------- | ------- | ------------ | ------------ | ----------------- | ----------------- | ------------- | ------------- | -------- | ------ |
| M. Achilli     | 3        | 1       | 3            | 0            | 2                 | 0                 | 3             | 0             | 11       | 1      |
| G. Bedin       | 23       | 1       | -            | -            | -                 | -                 | 1             | 1             | 24       | 2      |
| M. Bellugi     | 19       | 0       | -            | -            | 1                 | 0                 | -             | -             | 20       | 0      |
| M. Bertini     | 26       | 1       | 3            | 0            | -                 | -                 | 4             | 0             | 33       | 1      |
| R. Boninsegna  | 28       | 24      | 3            | 2            | 1                 | 0                 | 3             | 2             | 35       | 28     |
| I. Bordon      | 9        | -8      | -            | -            | -                 | -                 | 3             | -3            | 12       | -11    |
| T. Burgnich    | 29       | 0       | 3            | 0            | 1                 | 0                 | 4             | 0             | 37       | 0      |
| G. Cella       | 6        | 0       | 2            | 0            | 2                 | 1                 | 1             | 0             | 11       | 1      |
| M. Corso       | 29       | 3       | 1            | 0            | 2                 | 0                 | 4             | 0             | 36       | 3      |
| B. Fabbian     | 17       | 0       | 3            | 0            | 2                 | 0                 | 3             | 0             | 25       | 0      |
| G. Facchetti   | 30       | 5       | 3            | 0            | 2                 | 0                 | 3             | 1             | 38       | 6      |
| M. Frustalupi  | 18       | 1       | 3            | 1            | 1                 | 0                 | 4             | 1             | 26       | 3      |
| M. Giubertoni  | 27       | 0       | 3            | 0            | 2                 | 0                 | 4             | 0             | 36       | 0      |
| Jair           | 23       | 6       | -            | -            | 2                 | 0                 | 3             | 0             | 28       | 6      |
| S. Landini     | -        | -       | 1            | 0            | -                 | -                 | -             | -             | 1        | 0      |
| S. Mazzola (I) | 29       | 7       | 3            | 2            | 1                 | 0                 | 2             | 1             | 35       | 10     |
| G. Oriali      | 2        | 0       | -            | -            | -                 | -                 | 3             | 0             | 5        | 0      |
| S. Pellizzaro  | 4        | 0       | 3            | 1            | 1                 | 0                 | -             | -             | 8        | 1      |
| A. Reif        | 2        | 0       | -            | -            | -                 | -                 | -             | -             | 2        | 0      |
| O. Righetti    | 1        | 0       | -            | -            | 1                 | 0                 | -             | -             | 2        | 0      |
| L. Vieri       | 24       | -18     | 3            | -3           | 2                 | -3                | 1             | -1            | 30       | -25    |

## Giovanili

La squadra Primavera interista vittoriosa al Torneo di Viareggio

### Piazzamenti
- Primavera:
  - Campionato: ?
  - Torneo di Viareggio: vincitore
- Allievi Nazionali:
  - Torneo Internazionale Carlin's Boys: finale[33]